# Trigonoscuta
Trigonoscuta é um género de escaravelho da família Curculionidae.
Este género contém as seguintes espécies:
- Trigonoscuta rossi
- Trigonoscuta yorbalindae